# Illa d'en Caramany
L'Illa d'en Caramany és una illa fluvial, situada a 2 km de la desembocadura del Fluvià, que ocupa una superfície de 6,7 hectàrees. Inclou la reserva del Mig de dos Rius i el càmping El Riu.
S'hi localitza un dels boscos de ribera més extensos, ben estructurats i conservats del Parc Natural dels Aiguamolls de l'Empordà i de tot el litoral català. Les comunitats forestals més destacades són les de bosc de ribera, com la salzeda, l'albereda o el tamarigar, amb presència d’espècies com el freixe, l'om, el pollancre, i moltes altres.
Pel que fa a la fauna, l’illa és un punt important d’hivernada i nidificació d'ardèids i altres ocells. L’aïllament d’aquest espai ha facilitat la seva excel·lent conservació. Cal destacar especialment l’origen autòcton de les espècies vegetals d’aquest extens bosc de ribera.
L’illa, a més de formar part del Parc Natural dels Aiguamolls de l’Empordà, s'inclou també dins l'espai del PEIN i la Xarxa Natura 2000 ES0000019 "Aiguamolls de l’Empordà". A més, pertany a la Reserva Natural Integral III dels Aiguamolls de l'Empordà, Illa de Caramany, i a la Reserva Natural Parcial Illa de Caramany.